# Сент-Этьен-де-Люгдарес
Сент-Этье́н-де-Люгдаре́с (фр. Saint-Étienne-de-Lugdarès, окс. Sant Estève de Lugdarès) — коммуна во Франции, находится в регионе Рона — Альпы. Департамент коммуны — Ардеш. Административный центр кантона Сент-Этьен-де-Люгдарес. Округ коммуны — Ларжантьер.
Код INSEE коммуны — 07232.
Коммуна расположена приблизительно в 490 км к югу от Парижа, в 145 км юго-западнее Лиона, в 55 км к западу от Прива.

## Климат
В 1980 году в Сент-Этьен-де-Люгдарес в течение двух дней выпало 627 мм осадков.

## Население
Население коммуны на 2008 год составляло 466 человек.
| 1962 | 1968 | 1975 | 1982 | 1990 | 1999 | 2008 |
| ---- | ---- | ---- | ---- | ---- | ---- | ---- |
| 557  | 579  | 476  | 422  | 436  | 458  | 466  |

## Экономика
В 2007 году среди 258 человек в трудоспособном возрасте (15—64 лет) 149 были экономически активными, 109 — неактивными (показатель активности — 57,8 %, в 1999 году было 55,4 %). Из 149 активных работали 143 человека (79 мужчин и 64 женщины), безработных было 6 (4 мужчины и 2 женщины). Среди 109 неактивных 12 человек были учениками или студентами, 19 — пенсионерами, 78 были неактивными по другим причинам.

## Достопримечательности
- Церковь Сент-Этьен (1302 год)
- Чтобы увековечить память о битве с англичанами, состоявшейся в XIV веке, три сеньора разместили на вершине вулкана Празонкуп-лез-Юба три гранитных камня, на которых высечено их оружие
- Ветрогенераторы

## Фотогалерея

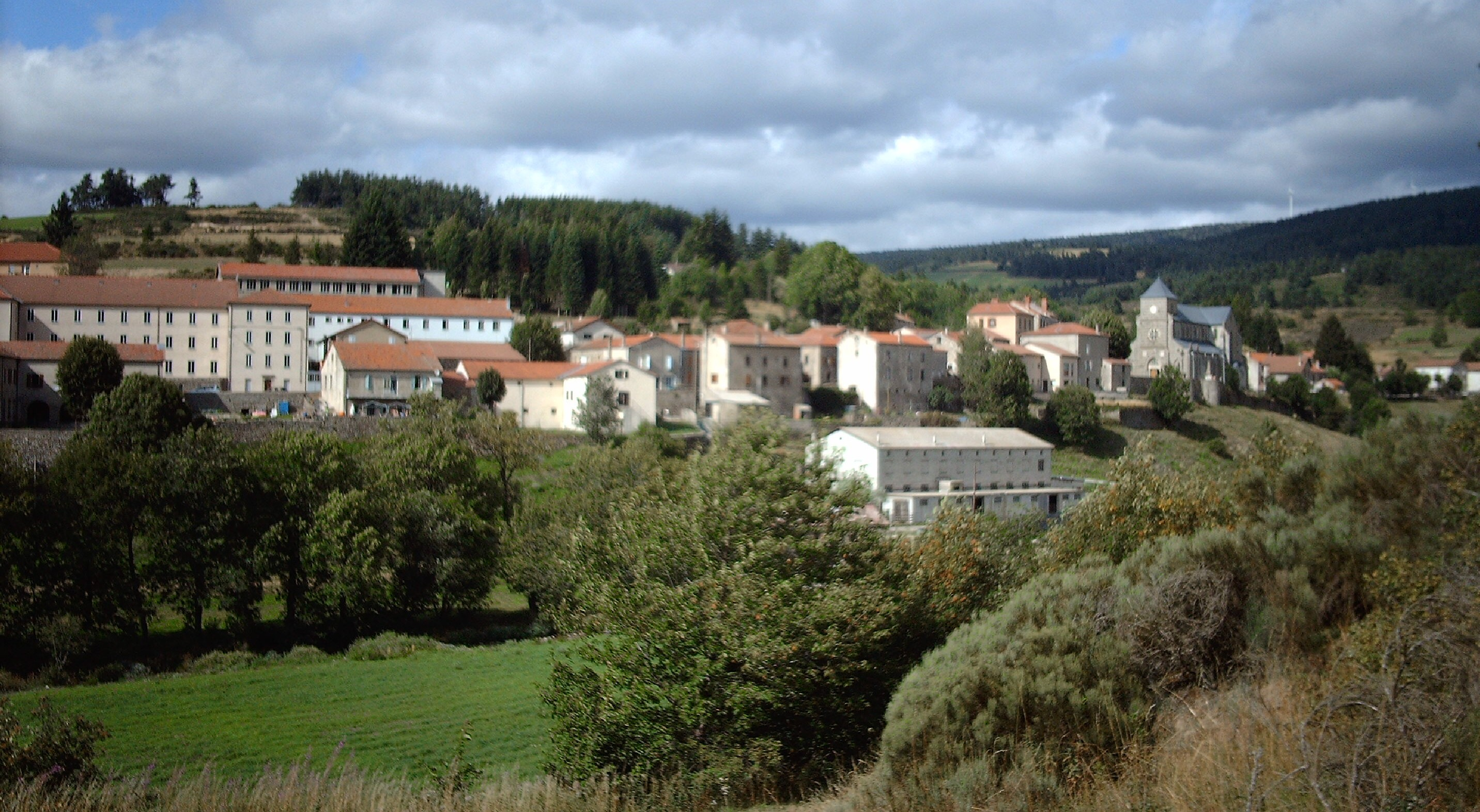
Сент-Этьен-де-Люгдарес
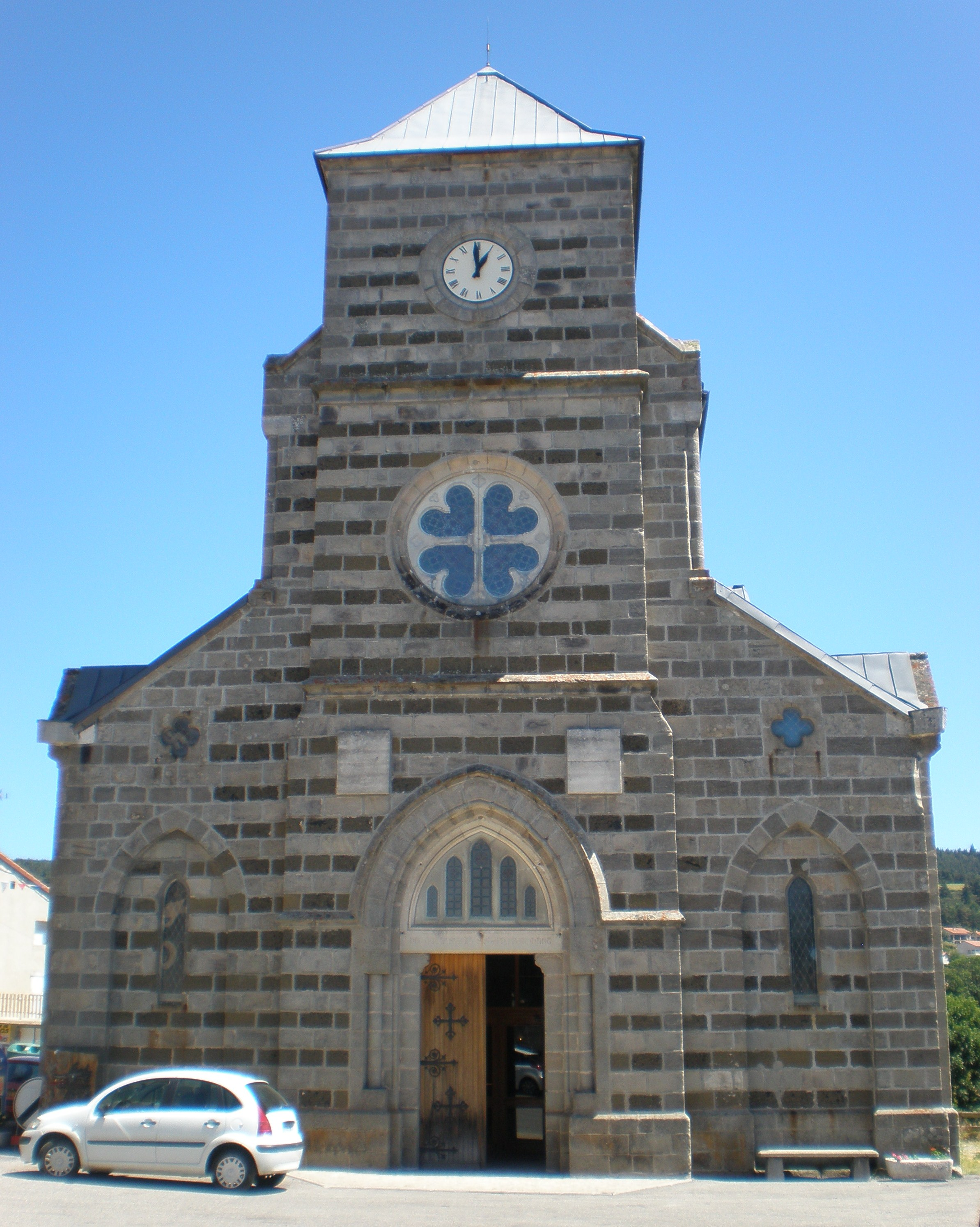
Церковь Сент-Этьен
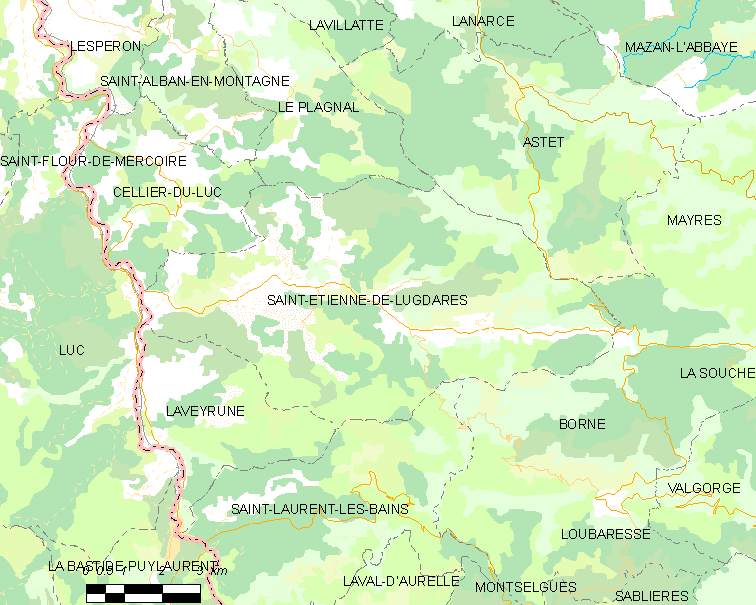
Карта коммуны